# Sisyra yunana
Sisyra yunana är en insektsart som beskrevs av C.-k. Yang 1986. Sisyra yunana ingår i släktet Sisyra och familjen svampdjurssländor. Inga underarter finns listade i Catalogue of Life.